# Maxime Nocher
Pour les articles homonymes, voir Nocher.
Maxime Nocher, né le 2 juin 1994, est un kitesurfeur français.

## Carrière
Il est médaillé de bronze de Formula Kite aux Championnats du monde de voile 2018.
Il remporte la médaille d'or en Formula Kite aux Jeux méditerranéens de plage de 2023 à Héraklion.